# Francesco Migliori

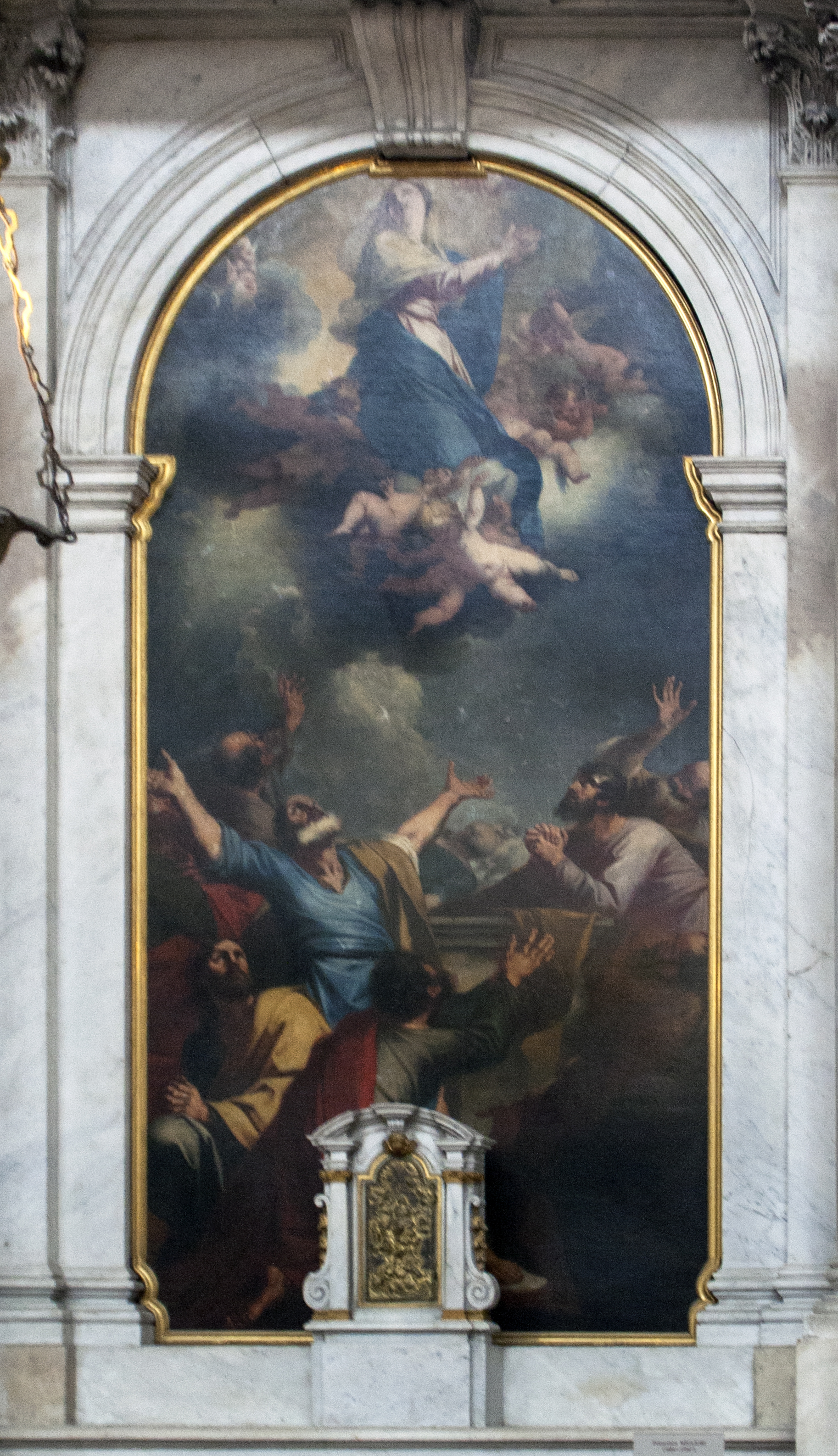
Asunción de la Virgen, San Stae, Venecia

Francesco Migliori fue un pintor barroco italiano.
La fecha de su nacimiento es bastante incierta y su muerte, comúnmente fijada en 1734 o 1736 cuando recibió un último pago por sus trabajos en San Marcuola.

## Biografía

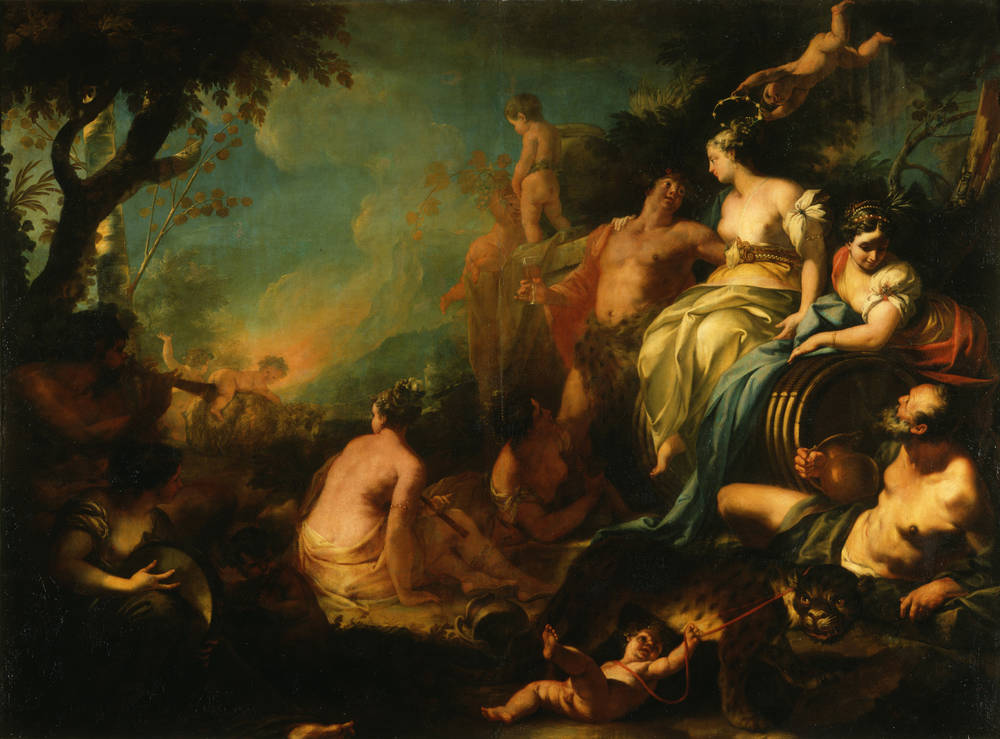
Baco y Ariadna, Gemäldegalerie Altas Meister, Dresde.

Las información básica  proviene de Pietro Guarienti (1753, de aquí también las inciertas fechas de nacimiento y muerte) que lo describe así: «en su infancia pintaba con gran fuerza y colorido, y exactitud de dibujo, que llegaría ser con el tiempo el mejor pintor de su tiempo». Es evidente una transmisión entre los dos ciclos pictóricos realizados en Dresde (1712?). En el primer ciclo de temas bíblicos (Caín y Abel, Sacrificio de Isaac, José interpreta los sueños y Lot y sus hijas, todos destruidos quedando solo las fotografías) es evidente, en la composición simplificada y en el marcado claroscuro, una inspiración de la corriente de Bencovich y Piazzetta, a pesar de mantener una fuerte adicción al tenebrismo veneciano del que se supone que es el último alumno del Molinari; en el otro ciclo temas mitológicos (Baco y Ariadna y el Rapto de Europa), la atención está trasladada al color y la luminosidad de Ricci, pero en otros elementos naturalistas más cerca de Giordano, Cignani o Pasinelli..
A pesar de esta transición hacia el Rococó mantiene un repertorio iconográfico referible al Cinquecento: es el caso de la Asunción de Sant Stae (1722) y de la Crucifixión de Cristo de Sambughè. En abril del 1728 empieza algunos ciclos de obras, algunas perdidas, para San Marcuola, recientemente reconstruida por Massari, y para el Colegio del Cristo vecino que acabará en 1736 con la entrega del retablo para el altar mayor (hoy dispersa).